# Камппи (станция метро)
«Ка́мппи» (фин. Kamppi, швед. Kampen) — станция Хельсинкского метрополитена. Расположена между станциями «Руохолахти» (на расстоянии 1 км 169 метров от неё) и «Раутатиентори» (расстояние до неё 487 метров).
Расположена в самом центре Хельсинки в районе Камппи.
Соединена с открытым в 2006 году торговым центром «Камппи», в котором, среди прочего, находится автовокзал автобусов дальнего следования.
У станции имеется два входа, один из которых расположен в автовокзале «Камппи» (открыт 2 июня 2005). Из обоих кассовых залов к платформе ведёт по три эскалатора и лифты. Обычно один эскалатор движется вниз, а два других — вверх. Платформа расположена между путями и в настоящее время образует почти сплошное пространство между выходами.
- Вход со станции в торговый центр «Камппи»
- На платформе
- Поезд на станции

Пассажиропоток: 15 495 человек в будний день (2005).
Это самая глубокая станция Хельсинкского метро: она находится в 30 метрах от поверхности земли и в 15 метрах ниже уровня моря. Эскалаторы на станции «Камппи» самые длинные в Финляндии: их длина 65 метров и у них 334 ступеньки, поднимают они на высоту 29,7 метров.

## Второй платформенный зал
Под нынешним платформенным залом имеется ещё один для будущей второй линии метро. Этот зал был построен в 1970-х годах одновременно с существующим (так было дешевле). Его основание находится примерно на 15 метров ниже уровня пола верхнего зала, то есть на 30 метров ниже уровня моря. Туда ведёт винтовая лестница, которая начинается в середине витрины на нынешней платформе.
Сейчас в нижнем зале нет никакого оборудования. Там установлена действующая установка, которая при необходимости удаляет выделяющийся из скальных пород газ радон.

## Пересадки
Прямо на выходе из станции расположен основной автовокзал города Хельсинки. Оттуда отправляются автобусы на Санкт-Петербург и почти все города Финляндии.

## Камппи в искусстве
Один из наиболее известных клипов группы «Bomfunk MC's» «Freestyler» снимался на станции «Камппи».